# 沃特·吉爾伯特

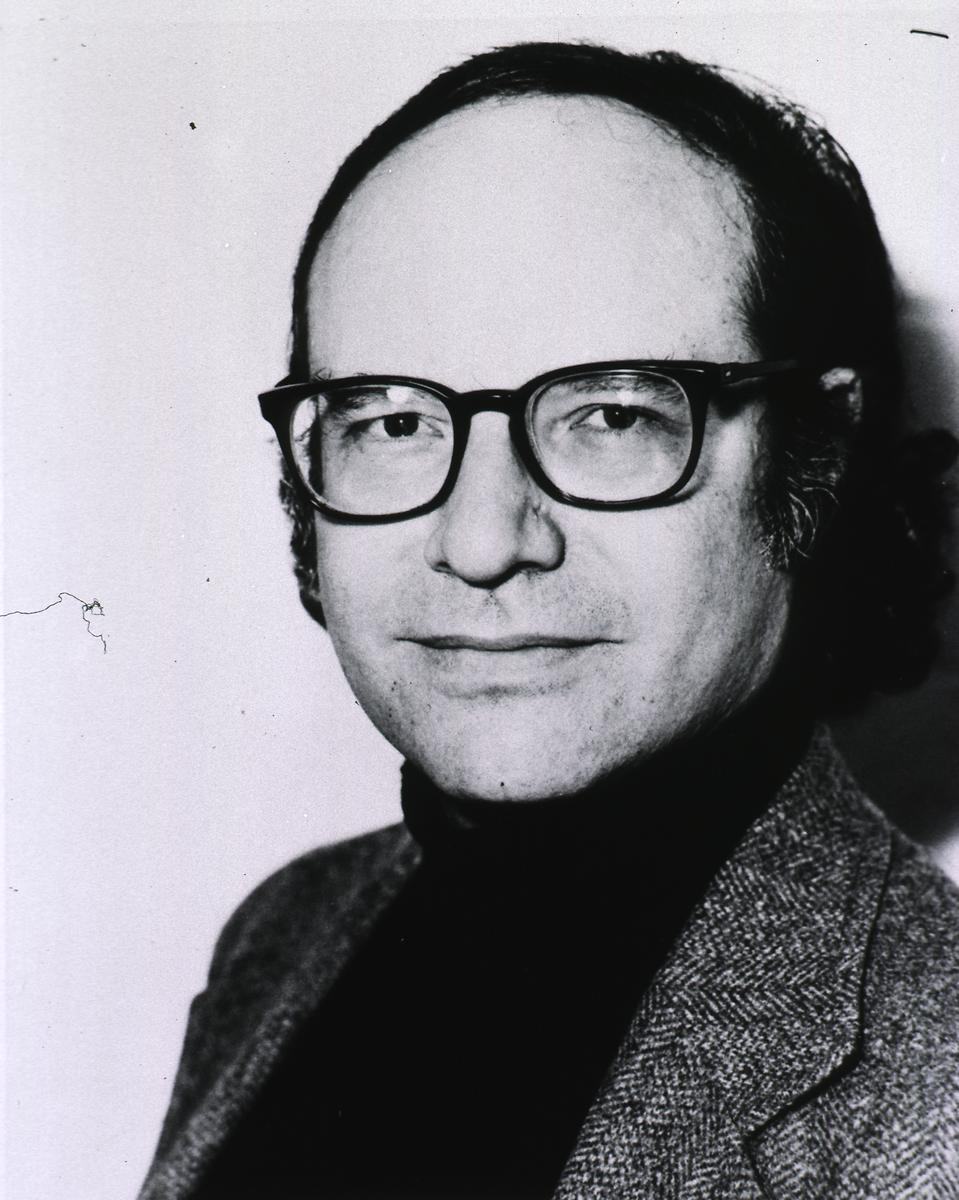
美国国家医学图书馆中的沃尔特·吉尔伯特肖像

沃特·吉爾伯特（英語：Walter Gilbert，1932年3月21日—），美國物理學家與生物化學家，分子生物學的早期研究者之一，和諾貝爾獎得主。

## 事业和研究
1962年，吉尔伯特的物理学博士学生杰拉德·古拉尼扩展吉尔伯特的无质量粒子工作; 杰拉德·古拉尼的工作被广泛认为是希格斯玻色子的发现的重要线索
。
吉尔伯特率先提出内含子（intron）和外显子（exon）的存在，并且于1978年在自然 (期刊)发表开创性的“新闻与观点”论文里解释了内含子的进化。此外，他也創造了外顯子（exon）與內含子（intron）兩個名詞，來區分mRNA分子中的兩個部分。1986年，吉爾伯特提出生命起源的RNA世界学说，基于1967年的卡爾·沃斯首先提出觀念。
2001年，吉尔伯特从哈佛大学退休，开始追求科学和艺术的结合，并在波士顿和纽约各地做艺术的个人巡展。

## 获奖和荣誉
1979年，吉尔伯特与弗雷德里克·桑格一起被授予哥伦比亚大学的路易莎·格罗斯·霍维茨奖。那年他还获得了盖尔德纳奖和拉斯克基础医学研究奖。
1980年與弗雷德里克·桑格因為發展了测定DNA序列的方法（马克萨姆-吉尔伯特测序），而與保羅·伯格（Paul Berg）共同獲得諾貝爾化學獎。吉尔伯特和桑格被确认开创性的工作设计方法来确定的核酸中的核苷酸序列。

## 参考资料

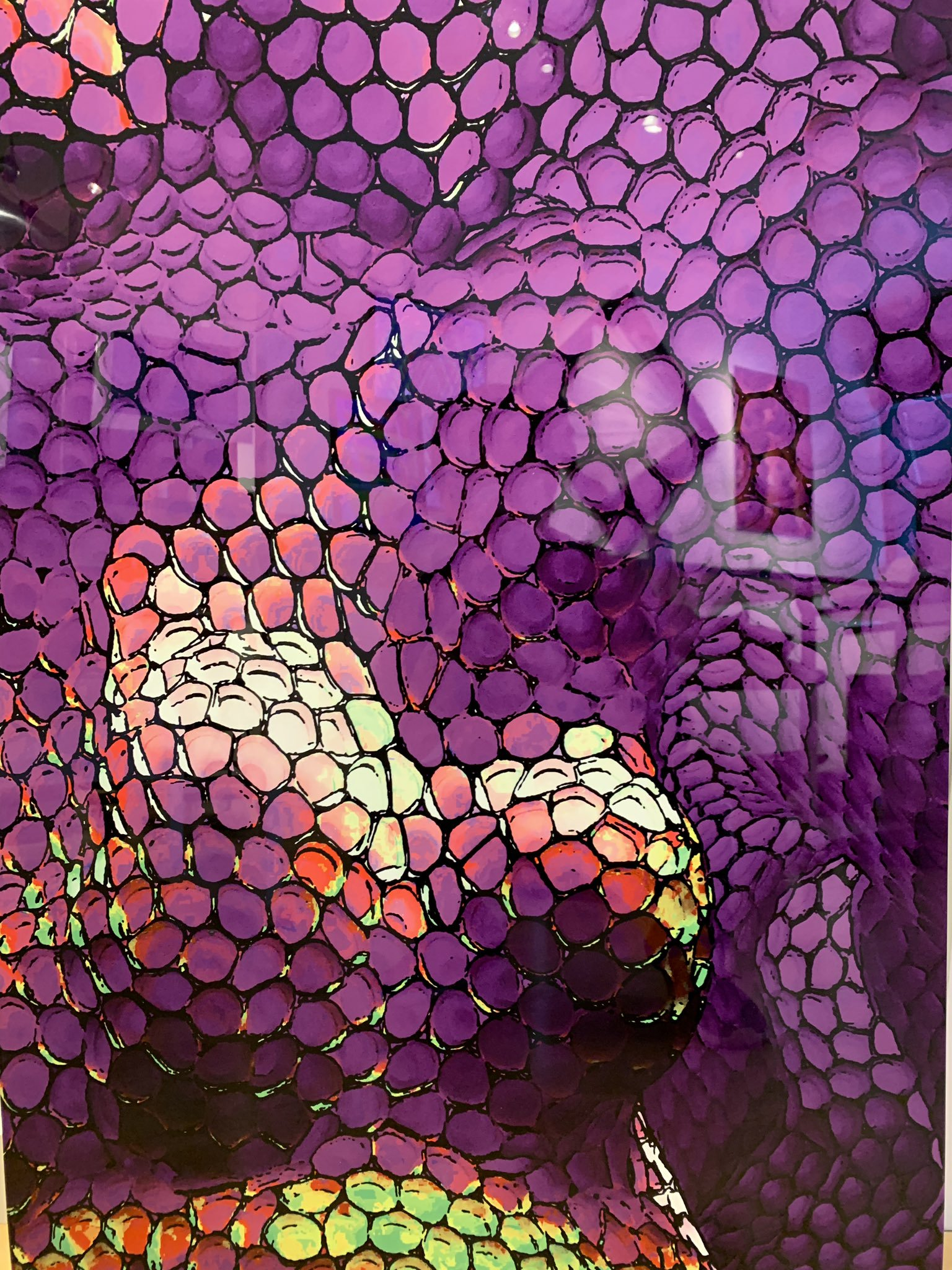
Purple Swirl by Walter (Wally) Gilbert

## 外部連結
- （英文）Nobel Prize autobiography （页面存档备份，存于）
- （英文）The Official Site of Louisa Gross Horwitz Prize （页面存档备份，存于）